# Chambre de Schmidt

Trajectoire des rayons lumineux dans une chambre de Schmidt.

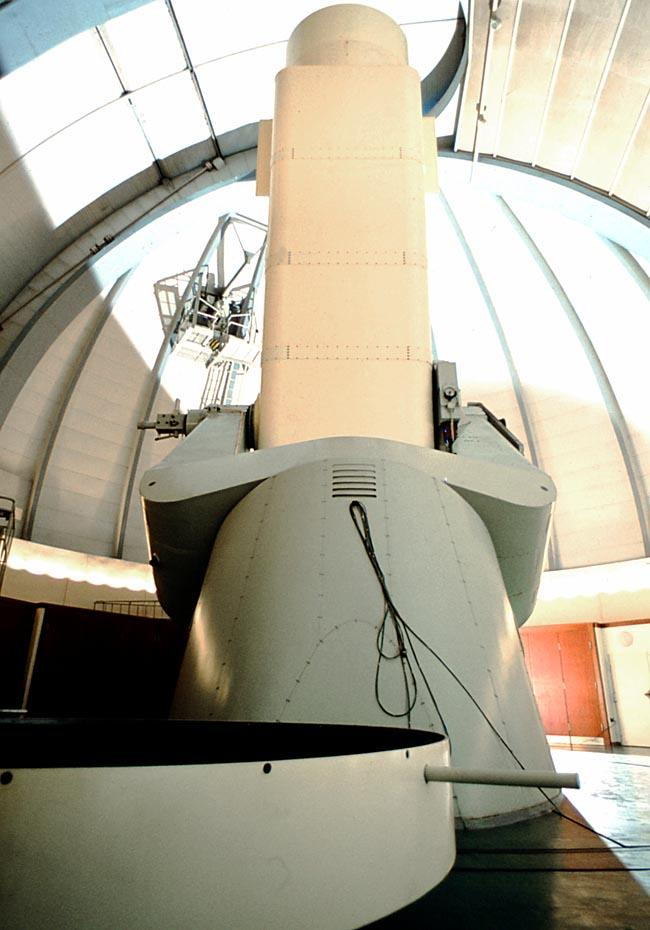
Chambre de Schmidt de 2 m (télescope Alfred-Jensch à Tautenburg, Thuringe, Allemagne.

Une chambre de Schmidt (ou télescope de Schmidt) est un type de télescope astronomique construit de sorte à garantir un important champ de vue tout en limitant les aberrations optiques. Des télescopes similaires sont la chambre de Wright (en) et le télescope de Lurie-Houghton (en).

## Invention et construction
La chambre de Schmidt fut inventée en 1930 par Bernhard Schmidt. L'originalité du dispositif optique mis au point par Bernhard Schmidt est l'étendue de son champ, obtenue grâce à l'utilisation d'un miroir sphérique diaphragmé à son centre de courbure. Le champ ainsi obtenu est généralement de l'ordre du millième de la surface totale du ciel, au moins 100 fois plus important que le champ d'un télescope traditionnel. Ses composants optiques sont un miroir principal sphérique facile à réaliser et une lentille asphérique de correction, appelée lame correctrice de Schmidt, située au centre de courbure du miroir principal. Le détecteur est placé sur la surface focale, au centre de la chambre.
Les chambres de Schmidt ont des surfaces focales courbées, ce qui contraint les dispositifs d'observation à suivre cette courbure. Dans certains cas, on construit des détecteurs courbés — parfois, on maintient un film à l'aide de vis où en faisant le vide au-dessous. Enfin, on utilise parfois une lentille supplémentaire, planoconvexe, qui permet d'utiliser des détecteurs plans : il s'agit des chambres de Schmidt-Väisälä.

## Applications
La chambre de Schmidt est généralement utilisée pour établir des statistiques et pour suivre des programmes de recherche qui nécessitent de couvrir une large partie du ciel. Cela inclut la recherche de comètes, d'astéroïdes et la surveillance des novae. De plus, on peut surveiller avec ce genre de télescopes les satellites terrestres.
Dès le début des années 1970, Celestron commercialise une chambre de Schmidt de 17 cm. La chambre fut adaptée dans l'usine et faite à base de matériaux à faible coefficient de dilatation pour éviter les déformations ultérieures. Les premiers modèles obligeaient le photographe à couper et développer individuellement des vues de film 35 mm, puisque le dispositif ne permettait de placer qu'une vue à la fois. Près de 300 exemplaires furent produits.
Une autre utilisation des chambres de Schmidt était populaire : retourné, il pouvait servir de projecteur. Certains furent ainsi utilisés dans les cinémas, les modèles plus modestes étant parfois utilisés par des particuliers.
L'exemplaire le plus connu et le plus productif est le télescope Samuel Oschin, à l'observatoire Palomar. Il fut utilisé par le National Geographic pour ses projets POSS, POSS-II, Palomar-Leiden, et d'autres projets. Le télescope utilisé au LONEOS (Lowell Observatory Near-Earth-Object Search) est également une chambre de Schmidt. Le plus grand modèle d'une chambre de Schmidt est hébergé à l'observatoire Karl-Schwarzschild. En France, l'exemplaire le plus puissant est implanté au Centre de recherches en géodynamique et astrométrie (CERGA), au Plateau de Calern.

## Télescopes dérivés
- Schmidt sans lentille : Avant la solution de Schmidt, il était courant de remédier aux aberrations sphériques en plaçant un diaphragme au centre de courbure du miroir, limitant l'ouverture à f/10. Cela a pour effet de limiter les aberrations sphériques en préservant le large champ du miroir à courte focale. Cependant, cela limite la quantité de lumière et donc la qualité des images obtenues.
- Chambre de Schmidt-Väisälä : Le professeur Yrjö Väisälä construisit un télescope astronomique similaire à celle de Schmidt, mais ne publia pas ses dessins. Väisälä le mentionna dans ses notes de conférence en 1924, avec en bas de page : « plan focal sphérique problématique ». Quand Väisälä eut accès à la publication de Schmidt, il l'analysa et résolut rapidement le problème du champ courbé en plaçant une lentille doublement convexe.
- Chambre de Baker-Schmidt : En 1940, James Baker (en) de Harvard modifia la chambre de Schmidt en y ajoutant un miroir secondaire convexe, qui réfléchissait la lumière dans le premier. Si les deux rayons de courbure étaient identiques, le champ était plan.

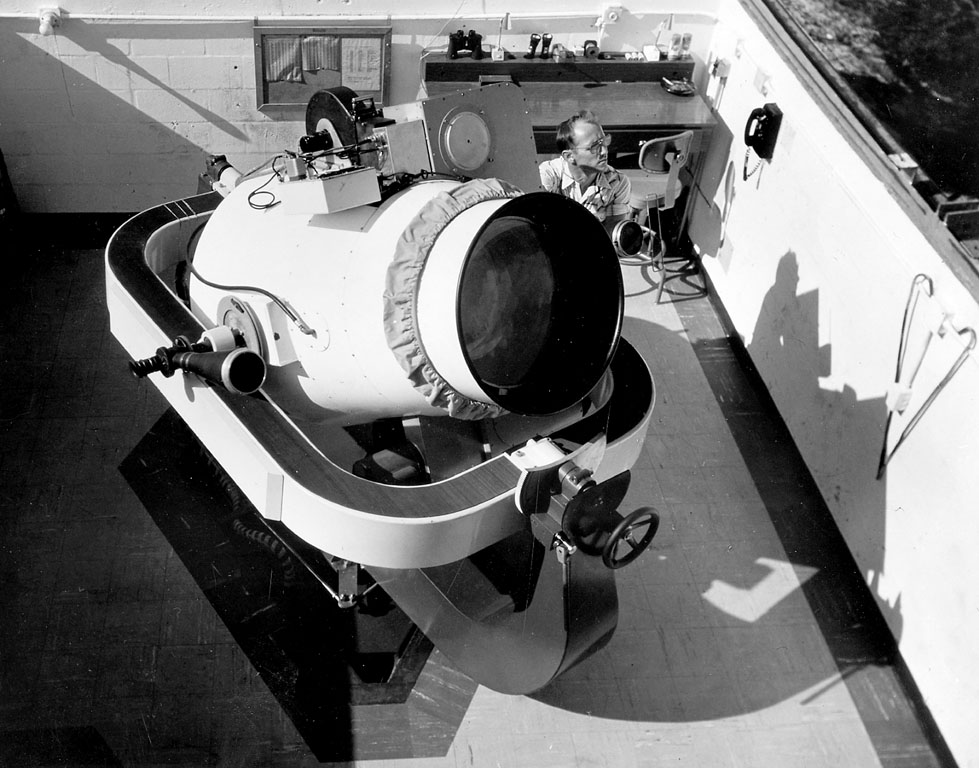
L'une des caméras Baker-Nunn utilisées par l'observatoire Smithsonian, vers 1958.

- Chambre de Baker-Nunn : Joseph Nunn (en) remplaça le miroir de la chambre de Baker-Schmidt par une triple lentille de correction. Une douzaine de chambres de Baker-Nunn d'ouverture de 45 cm, pesant chacune 3,5 tonnes, furent utilisées par l'observatoire Smithsonian, pour suivre les satellites artificiels de la fin des années 1950 au milieu des années 1970[2].
- Chambre de Mersenne-Schmidt : Dans ce dispositif, le miroir principal est parabolique, le second miroir convexe, et un troisième miroir, concave, envoie le faisceau sur la pellicule.
- Chambre de Schmidt-Newton : L'adjonction d'un miroir secondaire plan à 45° de l'axe optique de la chambre de Schmidt donne un dispositif connu sous le nom de télescope de Schmidt-Newton. Sa coma est moitié de celle du miroir parabolique équivalent.
- Télescope de Schmidt-Cassegrain : L'adjonction d'un miroir secondaire convexe à la chambre de Schmidt qui dirige le faisceau au travers d'un trou dans le miroir primaire vers le plan focal. Avec un primaire et un secondaire sphériques, ses performances sont celles du Dall-Kirkham équivalent. Avec un secondaire asphérique, elles peuvent être aussi bonnes voire meilleures que celles d'un Ritchey-Chrétien.

## Liste de chambres de Schmidt
Voici une courte liste de chambres de Schmidt remarquables et/ou de grand diamètre.
| Sélection de grandes chambres de Schmidt classées par année |          |          |                                                                                               |
| Observatoire                                                | Diamètre | Année(s) | Note                                                                                          |
| Palomar                                                     | 40 cm    | 1936     | Le premier en Amérique du Nord                                                                |
| Palomar                                                     | 122 cm   | 1948     | Le télescope Samuel Oschin                                                                    |
| Hambourg                                                    | 80 cm    | 1954     | Déplacé à Calar Alto en 1974                                                                  |
| Observatoire astrophysique de Byurakan                      | 100 cm   | 1960     | Télescope ayant permis la First Byurakan Survey (FBS) sous la direction de Benjamin Markarian |
| Observatoire Karl-Schwarzschild                             | 200 cm   | 1960     | Le plus grand diamètre, lame de Schmidt de 1,34 m                                             |
| Observatoire Kvistaberg                                     | 100 cm   | 1963     | Le plus grand de Scandinavie                                                                  |
| La Silla                                                    | 100 cm   | 1971     | ESO                                                                                           |
| UK Schmidt Telescope                                        | 120 cm   | 1973     | Dans l'hémisphère sud                                                                         |
| Photomètre Kepler                                           | 95 cm    | 2009     | Le plus grand en orbite                                                                       |